# The Second Time Around
『The Second Time Around』は、TWEEDEESの2枚目のオリジナルアルバム。2016年7月20日に日本コロムビアから発売された。

## 収録曲
1. 速度と力 [3:30]
作詞：沖井礼二・清浦夏実、作曲・編曲：沖井礼二
2. STRIKERS [3:56]
作詞：清浦夏実、作曲・編曲：沖井礼二
3. PHILLIP(feat.ikkubaru) [4:35]
作詞：清浦夏実、作曲：沖井礼二・清浦夏実、編曲：沖井礼二
4. 私の悪い癖 [3:51]
作詞：清浦夏実、作曲・編曲：沖井礼二
5. バタード・ラム [4:16]
作詞：清浦夏実、作曲・編曲：沖井礼二
6. melody [3:20]
作詞：沖井礼二、作曲：清浦夏実、編曲：沖井礼二
7. Baby, Baby [3:56]
作詞：清浦夏実、作曲・編曲：沖井礼二
8. Winter’s Day [5:07]
作詞・作曲・編曲：沖井礼二
9. 友達の歌 [4:56]
作詞：清浦夏実、作曲・編曲：沖井礼二
10. ムーンライト・フラッパー [4:30]
作詞：清浦夏実、作曲：清浦夏実・沖井礼二、編曲：沖井礼二